# Territoire de colonisation d'Angol
Le territoire de colonisation d'Angol, ou territoire d'Angol (en espagnol Territorio de Colonización de Angol ou Territorio de Angol) est une ancienne subdivision administrative du Chili, qui a existé de 1875 à 1887, avec pour capitale Angol. Il est créé par une loi du 13 octobre 1875, en divisant l'ancienne province d'Arauco. Est également créée par la même loi la province de Biobío (composée des départements de La Laja, Nacimiento et Mulchén) ; la province d'Arauco conserve les départements d'Arauco, Lebu et Imperial, avec pour capitale Lebu. Le territoire de colonisation d'Angol ne comprend qu'un département, appelé département d'Angol.
La loi du 12 mars 1887 met fin à l'existence du territoire de colonisation d'Angol en créant la province de Malleco (partie nord du territoire devenue nouveau département d'Angol, départements de Collipulli et Traiguén) et la province de Cautín (département d'Imperial, partie nord du territoire d'Angol devenue département de Temuco). 